# Кикоть, Владимир Яковлевич
Влади́мир Я́ковлевич Ки́коть (1 января 1952, п. Белокуракино, Ворошиловградская область, Украинская ССР, СССР — 12 августа 2013, Москва, Россия) — российский государственный деятель, учёный-юрист. Генерал-лейтенант полиции (2012). Доктор педагогических наук (1998), доктор юридических наук (2002), профессор, член-корреспондент Российской академии образования.
Службу в органах внутренних дел начал в 1976 году. Занимал должности начальника Всероссийского научно-исследовательского института МВД России (2000—2001), руководителя Паспортно-визового управления МВД России (2001—2002), начальника Департамента кадрового обеспечения МВД России (2005—2010). Один из основателей и первый начальник (2002—2005) Московского университета МВД России. В 2010—2012 годах являлся членом Совета Федерации от Приморского края. В 2012 году возглавил Управление Президента Российской Федерации по вопросам государственной службы и кадров. Награждён рядом государственных наград, в том числе орденами Почёта и «За заслуги перед Отечеством» IV степени. Заслуженный работник высшей школы Российской Федерации (1999). С 2014 года его имя носит Московский университет МВД России.

## Биография

### Ранние годы
Родился 1 января 1952 года в посёлке Белокуракино Ворошиловградской области Украинской ССР (ныне Луганская область, Украина).
В 1970 году окончил среднюю школу, после чего устроился шофёром в районное отделение предприятия «Сельхозтехника». В ноябре того же года был призван на срочную службу в ВС Союза ССР, во внутренние войска Министерства внутренних дел СССР, был распределён в конвойный полк.

### Учёба и служба в МВД
После завершения срочной службы в 1972 году был направлен для прохождения обучения в Высшее политическое училище МВД СССР (с 2016 года — Санкт-Петербургский военный институт войск национальной гвардии Российской Федерации). По воспоминаниям доктора педагогических наук, профессора Анатолия Иваницкого, на тот момент занимавшего должность заместителя начальника курса, Владимир был одним из активистов. «В училище ему сразу доверили командовать взводом абитуриентов. Уже тогда мы видели в нём будущего командира. Он показал хорошие результаты и дисциплину и возглавил 26-ю учебную группу. Кстати, по результатам проведённой в этой группе социометрии Кикотя все выбирали в разведку. У него был беспрекословный авторитет», — вспоминал он.
В 1976 году окончил училище, после чего продолжил службу в нём на различных должностях. В 1976 году стал секретарём бюро ВЛКСМ 2-го батальона, в 1978 году — секретарём партийного комитета 4-го батальона, в 1979 году — помощником начальника политотдела по комсомольской работе.
С 1983 года преподаватель, а затем старший преподаватель кафедры педагогики и психологии училища. В 1991 году становится заместителем начальника кафедры, а в 1992 году возглавляет её. Совмещал профессиональную деятельность с учебой: в 1986 году окончил Военно-политическую академию им. В. И. Ленина. «Будучи человеком аналитического склада ума, любой факт мог разложить по полочкам. Когда начал преподавать на нашей кафедре, отношения с курсантами выстраивал в атмосфере взаимопонимания, доверия, искал к каждому индивидуальный подход. За это его и уважали. А коллеги, как впоследствии и подчинённые, ценили такие его качества, как ответственность, справедливая требовательность, чувство такта», — рассказывал доктор педагогических наук, профессор Владимир Слепов.
В 1994 году был назначен на должность заместителя начальника училища, которое к тому времени было переименовано в Высшее военное командное училище внутренних войск МВД России, также одновременно возглавлял научно-исследовательский и редакционно-издательский отдел учебного заведения. В 1997 году стал заместителем начальника Санкт-Петербургской академии МВД России по кадрам (с 1998 года — Санкт-Петербургский университет МВД России), а в 1998 году — заместителем начальника по переподготовке и повышению квалификации. Несмотря на занимаемую должность, также проходил обучение как рядовой слушатель и в 1999 году окончил вуз.
С 2000 по 2001 — начальник Всероссийского научно-исследовательского института МВД России. В 2001 году назначен на должность руководителя Паспортно-визового управления МВД России.
В июне 2002 года три высших учебных заведения — Московская академия МВД России, Московский институт МВД России и Юридический институт МВД России — были объединены в Московский университет МВД России, первым начальником которого стал Владимир Кикоть.

### В Совете Федерации

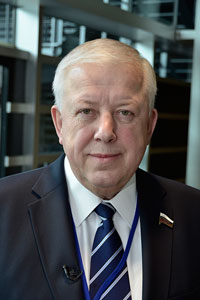
Кикоть на 20-й сессии Азиатско-Тихоокеанского парламентского форума в Японии, январь 2012 года

В апреле 2010 года член Совета Федерации от администрации Приморского края Виктор Кондратов покинул верхнюю палату парламента по состоянию здоровья. 20 апреля 2010 года состоялось собрание фракции партии «Единая Россия» в Законодательном Собрании региона, составляющая абсолютное большинство депутатов в региональном парламенте, на котором на должность сенатора была одобрена кандидатура Кикотя. 21 апреля губернатор Приморья Сергей Дарькин представил Заксобранию края кандидатуру Кикотя.
Среди приморских политиков было озвучено мнение, что Дарькин, выдвигая кандидатуру Кикотя, выполнил настоятельные рекомендации столичных властных структур. «Регионам навязывают „варягов“, которые не имеют никакого к ним отношения», — заявил руководитель фракции КПРФ в Законодательном Собрании края Владимир Беспалов. Депутат от партии «Свобода и народовластие» Галина Медведева заявила, что будет голосовать против утверждения генерала из принципа, поскольку, по её мнению, «нельзя ломать регионы через колено и даже не спрашивать их мнение о том, кто должен представлять их интересы в СФ».
По итогам состоявшегося 21 апреля тайного голосования, в котором приняли участие 27 депутатов, 20 человек проголосовали за представленного кандидата, пять — против, также было выявлено два испорченных бюллетеня. 28 апреля 2010 года Совет Федерации утвердил Кикотя в качестве сенатора от исполнительной власти Приморского края.
В Совете Федерации входил в состав ряд комиссий и комитетов, а также занимал руководящие должности. C апреля по май 2010 года входил в состав Комиссии по регламенту и организации парламентской деятельности, с мая 2010 года по июнь 2011 являлся заместителем председателя Комиссии по регламенту и организации парламентской деятельности, с мая по декабрь 2010 года — членом Комитета по социальной политике и здравоохранению, с января по июль 2011 года — членом Комиссии по национальной морской политике, с декабря 2010 года по июль 2011 года — заместителем председателя Комитета по социальной политике и здравоохранению. В июне 2011 года возглавил Комиссию по регламенту и организации парламентской деятельности. С июля по ноябрь 2011 года являлся членом Комитета по социальной политике и здравоохранению и Комиссии по контролю над обеспечением деятельности Совета Федерации.
В ноябре 2011 года занял должность председателя Комитета по регламенту и организации парламентской деятельности.

### Последние годы жизни
18 июня 2012 года был назначен на должность главы управления президента России по вопросам госслужбы и кадров. В июле того же года вошёл в состав президиума Совета при президенте РФ по противодействию коррупции и стал заместителем председателя комиссии при президенте России по вопросам кадровой политики в правоохранительных органах.
12 июля 2012 года Указом Президента России в соответствии с Федеральным законом от 7 февраля 2011 года № 3-ФЗ «О полиции» генерал-лейтенанту милиции Кикотю было присвоено специальное звание генерал-лейтенанта полиции.
Действительный государственный советник Российской Федерации 1 класса. Член президиума центральной контрольно-ревизионной комиссии партии «Единая Россия». Член редакционного совета журнала Вестник Московского университета МВД России.
Скончался 12 августа 2013 года. Похоронен на Троекуровском кладбище Москвы.

## Научная деятельность
В 1994 году защитил кандидатскую диссертацию на тему «Формирование культуры профессионального общения у курсантов училищ МВД РФ» (научный руководитель В. Я. Слепов; официальные оппоненты Я. Я. Юрченко и С. П. Яцевич), а в 1998 году — диссертацию на соискание учёной степени доктора педагогических наук на тему «Система научного обеспечения профессиональной подготовки слушателей вузов МВД России». В 2002 году после защиты диссертации на тему «Организационно-правовое и информационное обеспечение реализации кадровой политики МВД России в сфере подготовки кадров» ему была присвоена учёная степень доктора юридических наук. Заместитель председателя экспертного совета ВАК России по праву (2006—2013).
Являлся автором более 70 научных работ, в частности, монографий «Социальное управление. Теория, методология, практика» и «Правопорядок : организационно-правовое обеспечение в Российской Федерации: Теоретическое административно-правовое исследование», учебных пособий «Административная деятельность органов внутренних дел: общая и особенная части» и «Терроризм: борьба и проблемы противодействия».

## Семья
Жена Ирина Александровна Кикоть. Сын и две дочери.
Сын Андрей Кикоть родился в 1976 году в Ленинграде. Заместитель Генерального прокурора Российской Федерации; возглавил представительство Генпрокуратуры в ЮФО.
Дочь — Татьяна Кикоть-Глуходедова, кандидат юридических наук, сотрудник кафедры конституционного и муниципального права Московского университета МВД России.

## Награды
Удостоен ряда государственных и ведомственных наград, среди них:
- орден «За заслуги перед Отечеством» IV степени (2010)[1];
- орден Почёта (2006)[1];
- ряд медалей, среди них:
  - медаль «В память 850-летия Москвы»[1];
  - медаль «В память 300-летия Санкт-Петербурга»[1];
- звание «Заслуженный работник высшей школы Российской Федерации» (1999)[1];
- премия Правительства Российской Федерации в области образования (15 ноября 2012 года) — «за цикл трудов „Инновационные технологии подготовки научных кадров“»[23];
- почётный знак Совета Федерации Федерального Собрания Российской Федерации «За заслуги в развитии парламентаризма»[1][3];
- почётная грамота Совета Федерации Федерального Собрания Российской Федерации[1][3];
- знак «Почётный сотрудник УВД по Приморскому краю»[24].

## Память
- Указом Президента Российской Федерации от 12 августа 2014 года Федеральному государственному казённому образовательному учреждению высшего профессионального образования «Московский университет Министерства внутренних дел Российской Федерации» было присвоено почётное наименование «имени В. Я. Кикотя». В документе было отмечено, что такое решение принято с учётом заслуг Кикотя перед государством и его вклада в реализацию государственной политики в сфере внутренних дел[25].
- 28 октября 2015 года в здании Московского университета МВД России торжественно открыт бюст Кикотя. В церемонии приняли участие родственники генерала, его коллеги по преподавательской деятельности, ветераны, а также представители руководства МВД[26][27].